# نوریو میائورا
نوریو میائورا (انگلیسی: Norio Miyaura؛ زادهٔ ۱۹۴۶) شیمی‌دان اهل ژاپن است. واکنش بوریلاسیون میائورا در شیمی آلی به افتخار وی نامگذاری شده‌است.